# Weingut Freiherrlich Langwerth von Simmern’sches Rentamt

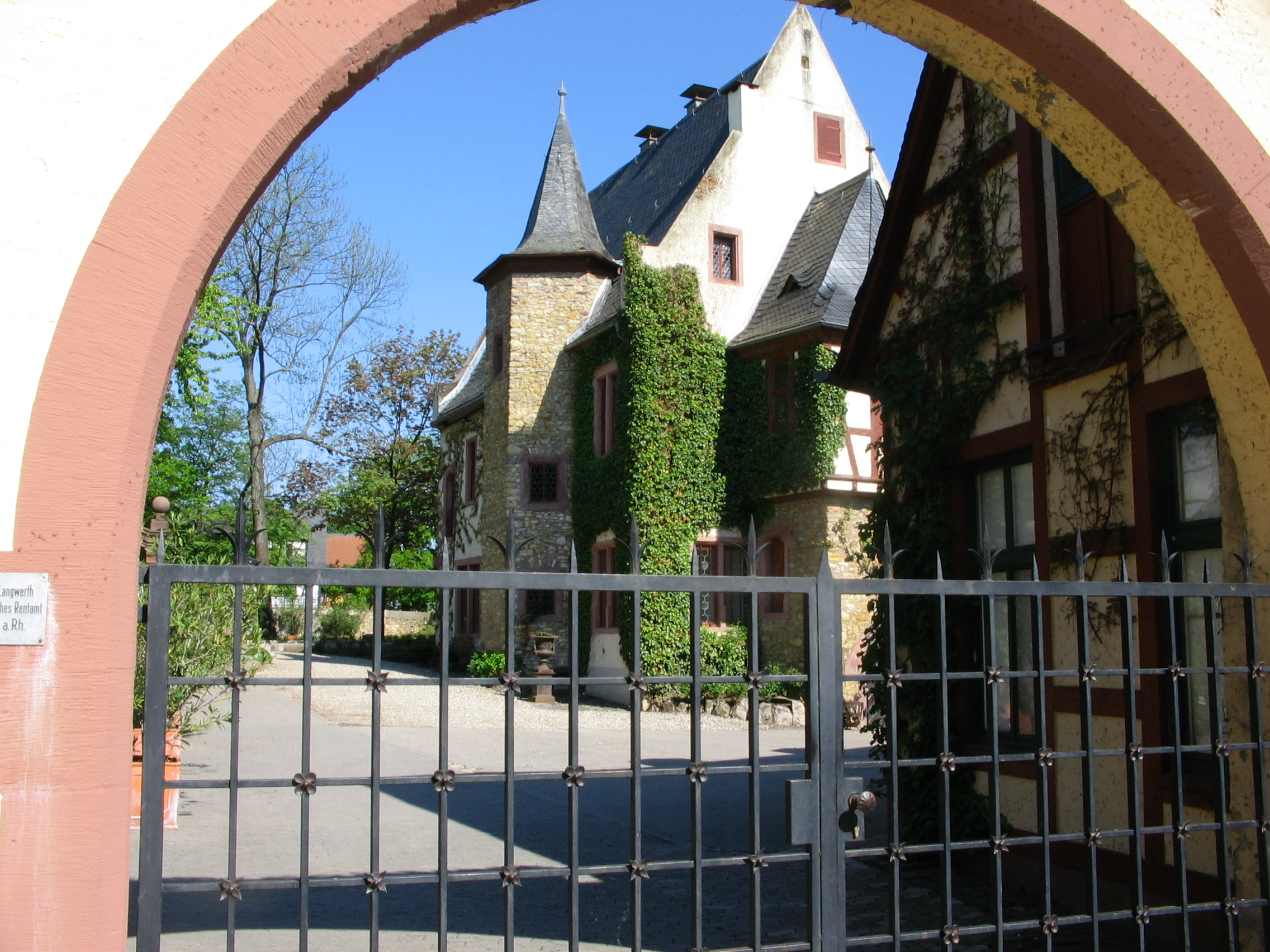
Stockheimer Hof mit dem Weingut des Freiherrlich Langwerth von Simmern’schen Rentamtes in Eltville am Rhein

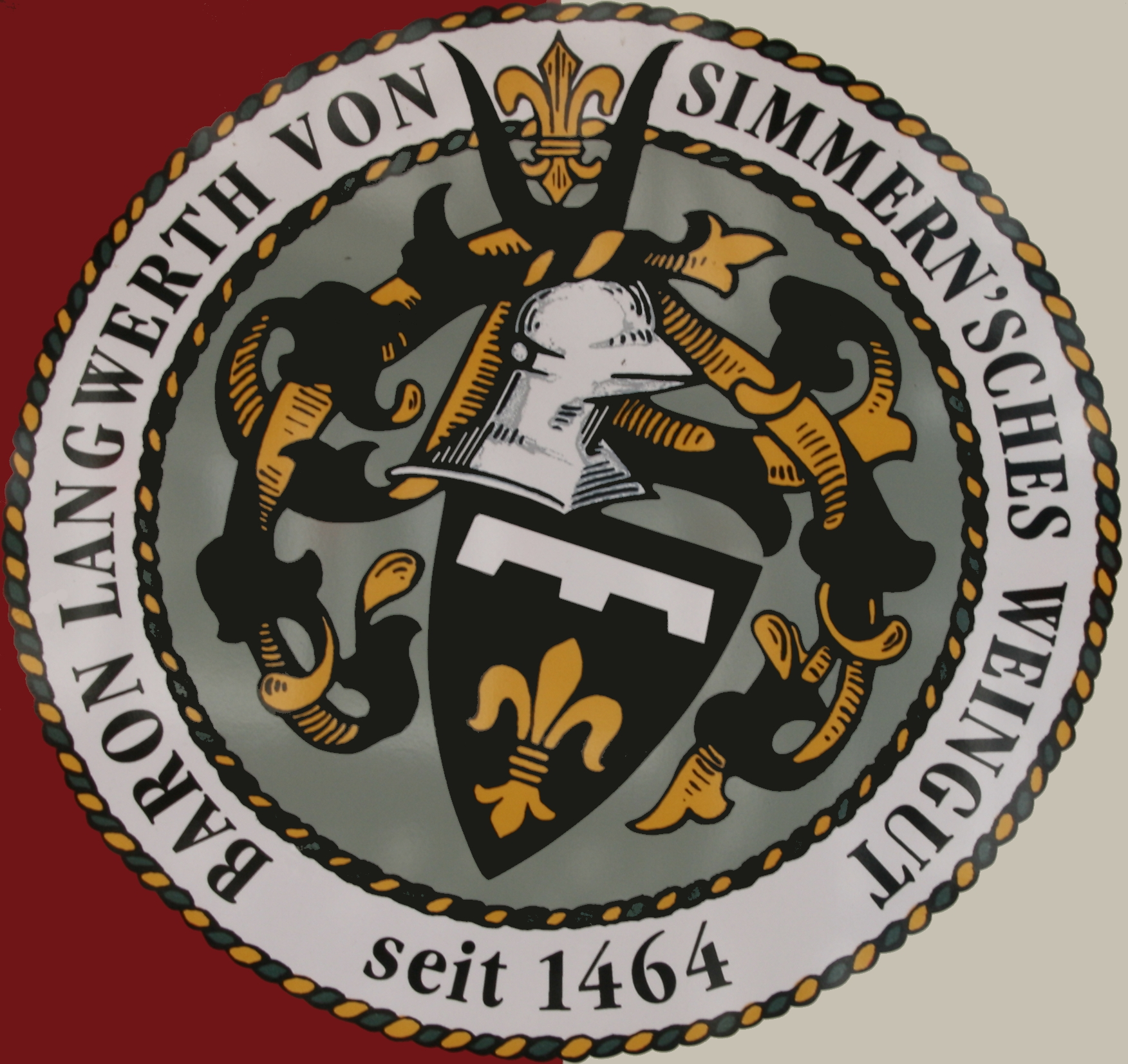
Wappen des Weingutes

Das Freiherrlich von Simmern’sche Rentamt in Eltville war eines der größten und traditionsreichsten Weingüter des Rheingaus. Bewirtschaftet wurden 45 Hektar Weinberge in Hattenheim, Erbach, Rauenthal, Kiedrich und Eltville. Das Weingut war Mitglied im Verband Deutscher Prädikatsweingüter (VDP).

## Lagen und Rebsorten
Das Weingut besaß bedeutende Anteile an einigen Spitzenlagen des Rheingaus:
- Hattenheimer Mannberg (4,9 ha)[1]. Der trockene Riesling aus dieser Lage wird als Erstes Gewächs vermarktet.
- Hattenheimer Nussbrunnen (4,2 ha)
- Hattenheimer Wisselbrunnen (1,8 ha)
- Erbacher Marcobrunn (1,6 ha)
- Rauenthaler Baiken (1,5 ha)

Wie im Rheingau üblich, ist der Riesling die dominierende Rebsorte. Auf ihn entfallen über 90 % der Bestockung. Den Rest teilen sich Burgundersorten (Spätburgunder, Weißburgunder und Chardonnay), die im Eltviller Sonnenberg wachsen. Der Ertrag wurde seit jeher niedrig gehalten (derzeit 55 hl/ha).
Die Langwerth-von-Simmern’schen Weine zeichneten sich durch kräftige und füllige Art aus. Ein restlos trockener Ausbau wurde nicht unbedingt angestrebt, eine leichte Restsüße diente der Harmonie der Weine.

## Geschichte
Die Ursprünge des Gutes reichen bis ins Spätmittelalter zurück: Am 28. April 1464 belehnte Herzog Ludwig I. von Pfalz-Zweibrücken seinen Kanzler Johann Langwerth von Simmern mit 32 2/3 Morgen im Hattenheimer Mannberg. 1472 nahmen die Freiherren Langwerth von Simmern dann ihren Sitz in der Hattenheimer Burg, 1711 zogen sie in den Stockheimer Hof in Eltville. Die Weine des Gutes zählen seit jeher zu den besten Gewächsen des Rheingaues. Zu den Kunden zählten unter anderem Thomas Jefferson und das russische Zarenhaus. Auf der Weltausstellung 1904 in St. Louis (Louisiana Purchase Exposition) führte ein „Hattenheimer Mannberg“ des Gutes mit damals 20 Goldmark je Flasche die Preisliste an. Ein Liebhaber war später auch der amerikanische Präsident Dwight D. Eisenhower. Seit 1996 wurde das Weingut von Georg Reinhard Freiherr Langwerth von Simmern geleitet. Der Weinführer Gault-Millau Deutschland konzediert den Weinen seit dem Jahrgang 2003 wieder eine starke Qualitätsverbesserung.
Das Weingut Langwerther Hof (ehemals Stockheimer Hof) in Eltville wurde 2018 aufgegeben, die Immobilie an die Schlüchterner Bauunternehmerfamilie Jökel veräußert. Georg-Reinhard Freiherr Langwerth von Simmern verpachtet nun mehrere Flächenpartien, unter anderem 15 Hektar an das Weingut Corvers-Kauter, das nun geschichtsträchtige Weinberge wie Erbacher Marcobrunn, Hattenheimer Nussbrunnen und Rauenthaler Baiken bewirtschaftet. Weitere fünf Hektar Weinbergsflächen wurden an das Dotzheimer Weingut Höhn verkauft.